# Daniel Spry
Daniel Charles Spry (Winnipeg, 4 februari 1913 - Ottawa, 2 april 1989) was de Canadees generaal-majoor en bevelhebber van de 3de Canadese Infanterie Divisie tijdens Operatie Veritable in de Tweede Wereldoorlog.

## Oorlogsdienst
Spry hield het bevel over het 1ste bataljon, het Koninkrijk Canadees Regiment en later de 1ste Canadese Infanterie Brigade in Italië. In 1944 had hij het bevel over de 12de Canadese Infanterie Brigade. Wat later in 1944 kreeg hij in noordelijk West-Europa het bevel over het 3de Canadese Divisie tot aan het einde van Operatie Veritable. Guy Simonds, de commandant van het 2de Canadees Legerkorps, was ontevreden met de prestaties van Spry tijdens de aanvallen op de sterk verdedigde bossen van Moyland, ten zuidoosten van Kleef en later in het Hochland. Simonds was onvermurwbaar en vond dat Spry moest vertrekken maar Crerar zorgde ervoor dat Spry werd aangesteld bij de Canadese Versterkingstroepen in Brittannië, omdat hij vond dat Spry de best aangewezen persoon was om de troepen op te leiden gezien zijn ervaring in het veld. Op het einde van Operatie Blockbuster werd Spry van zijn bevel over het 3de Divisie ontheven en vertrok naar Brittannië om daar het bevel te nemen over de Canadese Versterkingstroepen.

## Na de oorlog
In 1946 werd Spry Vice-Chief van de Generale staf bij het nationaal hoofdkwartier in Ottawa en ging later dat jaar op pensioen.
In 1969 verleende hij zijn naam aan de Major-General D.C. Spry Trophy, die uitgereikt wordt bij de jaarlijkse kleine vuurwapens competitie van het Canadese Regiment.

## Onderscheidingen
- Commandeur in de Orde van het Britse Rijk[5]
- Orde van Voorname Dienst (DSO)[5] op 29 juli 1944[6]
- Onderscheiding van de Canadese Strijdkrachten
- Commandeur in de Kroonorde met Palm op 31 augustus 1946[7]
- Oorlogskruis 1940 met Palm op 31 augustus 1946[7]
- Dagorder (Mentioned in dispatches)
  - 4 april 1946[8]